# Scatopyrodes iris
Scatopyrodes iris là một loài bọ cánh cứng trong họ Cerambycidae.